# Безвізовий режим між Україною та Європейським Союзом
Безвізовий режим між Україною та Європейським союзом — статус, що дозволяє громадянам України вільно перетинати міждержавні кордони країн Європейського Союзу без попереднього звернення до посольства для отримання дозволу, починаючи з 11 червня 2017 року.

## Історія
Підписання угоди про безвізовий режим України з ЄС відбулося у Страсбурзі 17 травня 2017 року, за присутності президента України Петра Порошенка та голови Європейського парламенту Антоніо Таяні.
Українці, які мають біометричні паспорти, можуть приїжджати в країни ЄС з діловою чи туристичною метою або в сімейних справах на термін до 90 днів протягом 180-денного періоду протягом року. При в'їзді в Шенген, окрім біометричного паспорту, громадянам України необхідно мати підтвердження мети поїздки, місця проживання, наявність фінансових коштів, намір повернутися до місця постійного проживання, медичне страхування.
Цей режим не розповсюджується на осіб, котрі мають намір прибути до ЄС з метою працевлаштування чи навчання. Візи скасовано до всіх держав-членів ЄС.
Єдиною країною, законодавство якої передбачає, що негромадяни Євросоюзу, що перетнули кордон в рамках безвізу, мають право працювати є Польща. У цьому випадку, українцю оформлять додаткові документи. Тобто, в рамках безвізу українці можуть приїхати до Польщі і самі знайти вакансію і отримати необхідні документи для працевлаштування.

### Правила перетину кордону з ЄС
Порядок і правила перетину кордону ЄС громадянами третіх країн регулюються Шенгенським кодексом про кордони (Schengen borders code).

#### Умови в'їзду на територію ЄС є такими
- громадянин третьої країни повинен мати чинний проїзний документ (travel document), що надає власнику право перетинати кордон і відповідає таким критеріям:

1. документ залишатиметься чинним щонайменше три місяці після запланованої дати від'їзду з території держав-членів. У разі обґрунтованої нагальної потреби це зобов'язання може бути скасоване.
2. він має бути виданий протягом попередніх 10 років

- громадянин може обґрунтувати мету та умови запланованого перебування і має достатні засоби для існування, як на період запланованого перебування, так і для повернення до країни походження або транзиту до третьої країни, право на в'їзд до якої він гарантовано має; або має можливість законно отримати такі засоби;

- громадяни третіх країн не є особами, щодо яких створено запис у SIS (Шенгенській інформаційній системі) про відмову у в'їзді.

- вони не вважаються загрозою для публічної політики, внутрішньої безпеки, здоров'я громадян або внутрішньої безпеки будь-якої з держав-членів, зокрема, щодо них не внесено записів про відмову у в'їзді на таких підставах до національних систем оповіщень (national list of alerts).

- засоби для існування оцінюються відповідно до тривалості та мети перебування і на підставі середніх цін у державах-членах на харчування та проживання бюджетного класу, помножених на кількість днів перебування.
- відповідні суми, встановлені державами-членами, повідомляють Європейській комісії відповідно до статті 39.

- оцінка достатності засобів для існування може ґрунтуватися на готівці, тревел-чеках і кредитних картках, які має громадянин третьої країни. Декларації спонсорування (sponsorship), які відповідають чинному законодавству країни, та гарантійні листи від приймаючої сторони, які відповідають законам держави, де збирається перебувати громадянин третьої країни, також можуть бути доказом наявності достатніх засобів для існування.

Документи, що потрібні для підтвердження відповідності до умов в'їзду
(Додаток І Шенгенського кодексу про кордони):
- (a) Для ділових поїздок:

1. (і) запрошення від фірми або органу влади відвідати зустрічі, конференції або події, пов'язані з торгівлею, промисловістю або роботою
2. (іі) інші документи, які демонструють наявність торгових або робочих відносин
3. (ііі) вхідні квитки на ярмарки і конгреси, якщо ви плануєте їх відвідати

- (b) Для подорожей з метою навчання в університеті чи інших видів навчання та вдосконалення навичок:

1. (і) сертифікат про зарахування/реєстрацію до навчального закладу/курсів/школи з метою відвідання професійних або теоретичних курсів у рамках базового та інших рівнів навчання
2. (іі) студентські картки або сертифікати відвідуваних курсів

- (с) Для подорожей з метою туризму або з особистих причин:

1. (і) супровідні документи щодо проживання:
  - запрошення від приймаючої сторони (господаря), якщо ви зупинитеся в нього (неї)
  - супровідний документ від установи, що надає помешкання, або будь-який інший прийнятний документ, що свідчить про наявність помешкання для проживання

2. (іі) супровідні документи щодо маршруту:
- підтвердження замовлення організованої подорожі або будь-якого іншого прийнятного документа, що свідчить про наявність плану подорожі

3. (ііі) супровідні документи щодо повернення:
- зворотній квиток або квиток туди-назад

(d) Для подорожей з метою участі в політичних, наукових, культурних, спортивних чи релігійних заходах або з іншою метою:
- запрошення, вхідні квитки, дані про реєстрацію (enrolments) або ж програми, в яких зазначено за можливості назву приймаючої організації і тривалість перебування, або будь-які інші прийнятні документи, що засвідчують мету візиту[4]

#### Країни ЄС, що можна відвідати без візи
Станом на 25.02.2022:
- Австрія
- Бельгія
- Болгарія
- Греція
- Данія
- Естонія
- Іспанія
- Італія
- Кіпр
- Латвія
- Литва
- Ліхтенштейн
- Люксембург
- Мальта
- Нідерланди
- Німеччина
- Польща
- Португалія
- Румунія
- Словаччина
- Словенія
- Угорщина
- Фінляндія
- Франція
- Хорватія
- Чехія
- Швеція
- Ірландія

Країни Шенгенської зони (не є членами ЄС), що можна відвідати без візи
Станом на 25.02.2022:
- Ісландія
- Норвегія
- Швейцарія

#### Достатня сума коштів на день перебування
За рішенням Єврокомісії, для того, щоб покрити свої витрати у кожній з країн, потрібно мати достатню суму коштів на кожен день перебування [джерело?]
| Країна    | Сума та умови |
| --------- | --- |
| Чехія     | 40 євро (1050 крон) на день, якщо перебування в Чехії не довше, ніж 30 днів. Якщо перебування понад 30 днів — тоді кожен наступний день 15 євро. Для осіб, котрі мають національну чеську візу або ж дозвіл на перебування і планують залишитись в Чехії на довше ніж 90 дні — 3000 євро.                                                                                                   |
| Польща    | 24 євро (100 злотих) на день, але не менше 72 євро (300 злотих) на всю подорож. Для осіб, які їдуть суто до Польщі і мають сплачене перебування, подорожують пакетним туром, їдуть до молодіжних таборів — 5 євро (20 злотих), але не менше 100 злотих на всю подорож. Для осіб, які їдуть з метою навчання — 1600 злотих (це приблизна сума, яка покриває два місяці перебування в Польщі) |
| Франція   | 120 євро на день для осіб, які мають заброньований готель. 65 євро на день для осіб, які не мають броні готелю. 32,5 євро на день для осіб, які їдуть до друзів чи родичів і мають підтвердження проживання в них |
| Швейцарія | 92 євро (100 франків) на день. Для осіб, котрі є студентами 30 євро (30 франків) на день. |
| Словенія  | 70 євро на день для повнолітніх осіб, 35 євро на день для неповнолітніх осіб. |

В таблиці також вказані критерії для тих, хто їде навчатися чи перебуває у країнах ЄС більше ніж 90 днів (саме ці критерії не стосуються безвізу)

## Умови для української влади
- План дій візової лібералізації (ПДВЛ);
- Створення всіх антикорупційних органів;
- Запровадження спеціальної конфіскації та арешту;
- Створення органу з повернення незаконно виведених активів й управління ними (ARO/AMO);
- Запуск електронних декларацій[6].

## Підготовка та реалізація

### 2016 рік
- 17 листопада — Комітет постійних представників країн-членів ЄС (COREPER) ухвалив рішення про те, що Україна виконала всі критерії візової лібералізації й її громадяни отримають право на безвізові подорожі до ЄС, щойно Євросоюз схвалить так званий «механізм призупинення безвізу».

- 7 грудня — прийнято рішення інституцій Європейського Союзу про спільне бачення механізму призупинення безвізу.

Посли країн-членів ЄС схвалили необхідне рішення, а вранці 8 грудня до них приєднався профільний комітет Європарламенту.
- 15 грудня — рішення саміту ЄС про те, що Україна виконала всі критерії візової лібералізації. Всі глави держав-членів Європейського Союзу підписали його.

### 2017 рік
- 14 лютого — Європейський парламент схвалив механізм призупинення безвізового режиму для третіх країн. Країни ЄС протягом двох тижнів почали схвалювати цей механізм[8].

- 28 лютого — представники Європейського парламенту й Ради Євросоюзу уклали неофіційну домовленість щодо візової лібералізації для громадян України. Тріалог між Європарламентом, Єврокомісією та Радою ЄС щодо візової лібералізації для України успішно завершився. Цей документ після підписання президентом парламенту Антоніо Таяні і представниками мальтійського головування в Раді в середу 1 березня набрав чинності через 20 днів після того, як воно було опубліковано в Офіційному журналі ЄС.

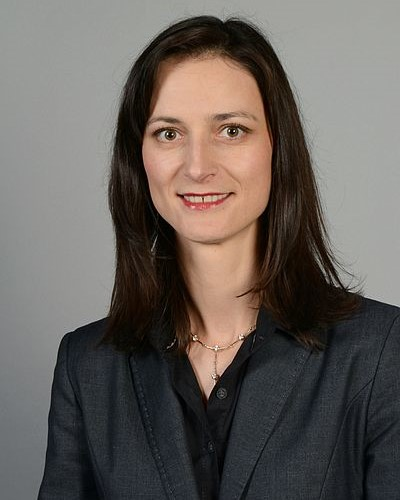
Болгарський політик Марія Габріел

«Прийняття безвізового режиму для громадян України є важливим кроком вперед на шляху реформування українського суспільства, об'єднання людей, побудови мостів через кордони. Ми в Європейському парламенті переконані в тому, що громадяни України в цей час заслужили право вільно пересуватися в ЄС. Настав час для Ради Європи показати результати», — зазначила одна з доповідачів ЕП Марія Габріел.
- 2 березня — Рада Євросоюзу погодила лібералізацію візового режиму для громадян України.

«Ми продемонстрували нашу тверду прихильність безвізовому режиму для українських громадян, у цей час Україна виконала необхідні умови для безвізового режиму. Реформа механізму припинення, прийнята 27 лютого, дозволила нам завершити цю угоду», — сказав мальтійський міністр внутрішніх справ і національної безпеки Кармело Абела.
- 9 березня — Комітет Європарламенту з громадянських свобод схвалив безвізовий режим для України.

39 членів комітету проголосували за, 1 — утримався, ще 4 були проти. Доповідала питання Марія Габріел.
- 6 квітня — Європейський парламент проголосував за надання безвізового режиму з ЄС для громадян України.[12] За внесення України до списку держав, громадянам яких скасовуються візові вимоги, проголосував 521 депутат Європарламенту. 75 депутатів (серед них праворадикали та неофашисти) проголосували проти, 36 утрималися[13][14]. Голосуванню передувало обговорення безвізу з Україною, яке відбулося 5 квітня, і було відкладене на кілька годин унаслідок хибного повідомлення про пожежу в будівлі Європарламенту[15].

- 26 квітня — посли держав-членів Європейського Союзу у Брюсселі — Комітет постійних представників — підтримали надання українцям безвізового режиму[16].

- 11 травня — рішення про надання безвізового режиму було ухвалено Радою міністрів сільського господарства та рибальства (зазвичай таке рішення ухвалюється Радою міністрів закордонних справ, однак у разі одностайності країн-членів та для прискорення процесу рішення може ухвалюватись непрофільною Радою міністрів)[17].

- 17 травня — в Європарламенті відбулася урочиста церемонія підписання законодавчого акту, яким запроваджується безвізовий режим для громадян України[18].
- 22 травня — рішення опубліковано в офіційному віснику ЄС[19].

- 11 червня 2017 — через 20 днів після опублікування — початок дії безвізу.[20]

З 11 червня станом на 00.00 годин 23 червня прикордонна служба України оформила 741 тисячу 795 громадян, які виїхали до Європейського Союзу. З них 156 тис. 916 — за біометричними паспортами, а це 29 % від загальної кількості. Кордон із Польщею перетнули за цей час 12 796 громадян, 4874 — з Угорщиною, 2849 — з Румунією і 2 061 людина — кордон зі Словаччиною. Загалом відмовлено прикордонними службами європейських країн з початку безвізу 33 громадянам України. Для порівняння: грузини скористалися безвізом 11.700 разів, відмовили лише 26 за період із 28 березня по 27 квітня. Третина подорожуючих скористалися авіатранспортом, проте більшість в'їхала через автомобільні пункти пропуску. І лише 7 % — залізницею.
Держприкордонслужба для відстеження рівня завантаженності прикордонних пунктів пропуску відкрила сайт «Кордон online». Діють два сайти: http://dpsu.gov.ua/ua/border/ [Архівовано 11 червня 2017 у Wayback Machine.] та http://dpsu.gov.ua/ua/map/ [Архівовано 12 червня 2017 у Wayback Machine.]

## Оцінки
- згідно з даними опитування Фонду «Демократичні ініціативи» імені Ілька Кучеріва більшість українців назвали введення безвізового режиму з Європейським союзом головною політичною подією 2017 року[25]
- президент Петро Порошенко назвав безвіз головним досягненням України в 2017 році[26]
- словник сучасної мови та сленгу «Мислово» назвав «безвіз» словом 2017 року.[27]